# Roberto Rossellini
Roberto Rossellini (Roma, 8 de maig del 1906 - 3 de juny del 1977) fou un director de cinema italià, un dels més importants del moviment conegut com a neorealisme italià.

## Biografia
Nascut el 1906 en una família burgesa de Roma, el seu pare va ser l'arquitecte encarregat de la planificació urbanística de la ciutat de Roma. A més, construí el primer cinema de la ciutat (Il Corso Cinema) i donà al seu fill entrada lliure per veure totes les pel·lícules des de ben petit. Rossellini fou el gran de quatre germans, entre aquests, el compositor Renzo Rosselini, que gràcies a la posició social de la família, van poder gaudir d'una infància còmoda i benestant. Quan morí el seu pare, Rossellini treballà com a tècnic de so de films i en diversos oficis relacionats amb el cinema.
El 1938, rodà el seu primer documental, Prélude à l'aprés-midi d'un faune. Després, assistí Goffredo Alessandrini en el rodatge de Luciano Serra pilota, una de les pel·lícules més reeixides de la primera meitat del segle xx a Itàlia. El 1940, col·laborà amb Francesco De Robertis en la pel·lícula Uomini sul Fondo. Podria ser que la seva amistat amb Vittorio Mussolini, fill del dictador d'Itàlia i responsable de cinema, hagués facilitat que l'escollissin a ell.
El seu primer llargmetratge, La nave bianca (1941) fou patrocinat pel centre de propaganda audiovisual de la marina i es considera la primera de la sèrie de films conegudes com La trilogia del feixisme, que continuà amb Un pilota ritorna (1942) i Uomo dalla Croce (1943). En aquest període, començà la seva amistat i cooperació amb Federico Fellini i Aldo Fabrizi.
Només dos mesos després de la caiguda del règim feixista, el 1943, ja preparavaRoma, ciutat oberta (1945), que ell mateix produí mitjançant préstecs. Aquesta pel·lícula tingué un èxit immediat. Començà llavors la que anomenà Trilogia neorealísta que continuà amb Paisà (1946), que rodà amb actors no professionals, i Alemanya, any zero (1947), patrocinada per un productor francès i filmada al sector francès de Berlín, encara en runes després de la Segona Guerra Mundial.
Després d'aquesta trilogia neorealista, produí dues pel·lícules que avui es classifiquen com a pel·lícules de transició: L'Amore i La macchina ammazzacattivi.
El 1948, Rossellini rebé la següent carta d'una famosa actriu estrangera que li proposava participar en una pel·lícula seva:
| «                | Estimat Sr. Rossellini, He vist les seves pel·lícules Roma, ciutat oberta i Paisà i m'han agradat molt. Si necessita una actriu sueca que parla molt bé l'anglès, que no ha oblidat el seu alemany, que no entén massa bé el francès i que en italià només sap dir «ti amo», estic disposada a venir i fer una pel·lícula amb vostè. | » |
| — Ingrid Bergman | |   |

D'aquesta carta sorgí una de les històries d'amor més famoses de la història del cinema. Començaren a treballar junts l'any següent, en la pel·lícula Stromboli, terra di Dio, el 1950 en Europa '51 i el 1954 completaren amb Viatge a Itàlia la que es coneix com a Trilogia d'Ingrid.
La seva relació causà un gran escàndol, sobretot quan començaren a tenir fills, com que ambdós eren casats, i Ingrid Bergman fou apartada durant anys de les produccions de Hollywood. Tingueren tres fills, dels quals Isabella Rossellini, actriu i model. Roberto Rossellini ja tenia dos fills de la seva primera esposa, Marcella De Marchis, un dels quals morí prematurament el 1946.
El 1957, Jawaharlal Nehru, que era el primer ministre de l'Índia, el convidà al seu país per fer el documental India. Tot i que ja estava casat amb Ingrid Bergman, tingué una relació amb Sonali Das Gupta, que col·laborava en la pel·lícula. Fou també un gran escàndol i Nehru li demanà que deixés el país. Es casà amb Sonali i adoptà el seu fill.
El gener del 1977, es va inaugurar a París el Centre Georges Pompidou. Aquest edifici va suposar una profunda remodelació d'una extensa zona del centre de la ciutat. El mercat històric de Les Halles s'havia enderrocat per erigir aquest equipament cultural de gran impacte. Tres mesos més tard, Roberto Rossellini acabava la pel·lícula Le Centre Georges Pompidou. El ministeri d'Afers Exteriors francès havia escollit el gran cineasta del neorealisme per celebrar la inauguració de l'edifici projectat per Renzo Piano i Richard Rogers. Però el que va ser l'última pel·lícula de Rossellini desplegava una mirada escèptica que explica el poc ressò que el film va tenir. El mateix 1977, Roberto Rossellini morí d'un atac de cor a l'edat de 71 anys.

## Rossellini i neorealisme
L'etapa de Roberto Rossellini com a neorealista va començar l'any 1945 amb l'estrena de la pel·lícula Roma, ciutat oberta, que continuaria amb el que s'anomenaria la trilogia neorealista de Paisà i Alemanya, any zero. Amb aquestes pel·lícules, Rossellini ja va voler deixar clar quin era l'objectiu principal del neorealisme: servir de testimoni dramatitzat d'una història totalment recent.
A més, va portar el llenguatge cinematogràfic cap a la modernitat fent ús d'actors no professionals, llum natural, rodatge de carrer i càmera en mà. Es preocupava poc de l'estètica de la imatge com que el que pretenia realment era mostrar la brutesa de la realitat. L'interessava la vida quotidiana i no els decorats dels grans estudis. Aquest fet va inspirar molt el cinema negre nord-americà, que va començar a fer rodatges a l'exterior.
Rossellini és un dels cineastes principals d'aquest moviment i aspirava així a transgredir el llenguatge cinematogràfic, donar testimoni directe dels fets i conscienciar la societat.

## Obres

### Curtmetratges
- Daphne (perdut, 1936)
- Prélude à l'après-midi d'un faune (perdut, 1937)
- La vispa Teresa (1939)
- Il tacchino prepotente (1939)
- Fantasia sottomarina (1940)
- Il ruscello di Ripasottile (1941)

### Llargmetratges
- La nave bianca (1941)
- Un piloto ritorna (1942)
- L'uomo dalla croce (1943)
- Roma, ciutat oberta (1945)
- Desiderio (1946)
- Paisà (1946)
- Alemanya, any zero (1948)
- La voce umana e Il miracolo (episodi de L'amore, 1948)
- Stromboli, terra di Dio (1950)
- Francesco, giullare di Dio (1950)
- Invidia (episodi de I sette peccati capitali, 1952)
- La macchina ammazzacattivi (1952)
- Europa '51 (1952)
- Ingrid Bergman (episodi de Siamo donne, 1953)
- Viatge a Itàlia (1954)
- Napoli '43 (episodi de Amori di mezzo secolo, 1954)
- Dov'è la libertà...? (1954)
- La por (La paura) (1954)
- Giovanna d'Arco al rogo (1954)
- India (1959)
- El general de la Rovere (1959)
- De nit, a Roma (Era notte a Roma) (1960)
- Viva l'Italia! (1961)
- Vanina Vanini (1961)
- Ànima negra (Anima nera) (1962)
- Illibatezza (episodi de Ro.Go.Pa.G., 1963)
- La presa del poder per Lluís XIV (1966)
- Da Gerusalemme a Damasco (1970)
- Rice University (1971)
- Intervista a Salvador Allende: La forza e la ragione (1971)
- Agostino d'Ippona (1972)
- Anno uno (1974)
- Il Messia (1976)
- Beaubourg, centre d'art et de culture Georges Pompidou (1977)

### Pel·lícules per a la televisió
- L'India vista da Rossellini (1959). Sèrie de 10 capítols:

1. India senza miti
2. Bombay, la porta dell'India
3. Architettura e costumi a Bombay
4. Varsova
5. Verso il Sud
6. Le lagune del Malabar
7. Il Kerala
8. Hirakound
9. Il Pandit Nehru
10. Gli animali in India

- Torino nei cent'anni (1961)
- L'età del ferro (1964)
- La prise de pouvoir par Louis XIV (1966)
- Idea di un'isola (1967)
- Atti degli apostoli (sèrie de cinc capítols, 1969)
- Socrate (1970)
- Blaise Pascal (1971)
- L'età di Cosimo de Medici (1973)
- Cartesius (1974)
- Concerto per Michelangelo (1977)

## Invents (Pancinor)
Abans de dedicar-se al cinema, Rossellini tenia un gran interès per la mecànica. D’aquesta manera, va construir un taller per a experimentar i posar a prova els seus invents, que eren realment enginyosos. Entre els més destacables hi ha una versió del pancinor, una lent fotogràfica inventada per Roger Cuvillier France l’any 1949. La versió de Rossellini consistia en un zoom modificat de 25/250mm. Aquest, constava d’un control remot que ell mateix monitoritzava i dos motors d’interlock. Rossellini el va posar en pràctica al rodatge de Era notte a Roma (1960) i d’ençà la va fer servir en totes les seves obres posteriors. És un tret característic del seu art.